# Jamné (Tišnov)
Jamné je vesnice, část města Tišnov v okrese Brno-venkov v Jihomoravském kraji. Nachází se na rozhraní Boskovické brázdy a Hornosvratecké vrchoviny, asi 4,5 km na severovýchod od Tišnova, v přírodním parku Svratecká hornatina. Žije zde 93 obyvatel.
Jamné leží v katastrálním území Jamné u Tišnova o rozloze 2,18 km².

## Historie
První písemná zmínka o vsi je z roku 1240. Součástí Tišnova je Jamné od roku 1980.

## Obyvatelstvo
| Rok            | 1869 | 1880 | 1890 | 1900 | 1910 | 1921 | 1930 | 1950 | 1961 | 1970 | 1980 | 1991 | 2001 | 2011 | 2021 |
| -------------- | ---- | ---- | ---- | ---- | ---- | ---- | ---- | ---- | ---- | ---- | ---- | ---- | ---- | ---- | ---- |
| Počet obyvatel | 133  | 155  | 190  | 198  | 202  | 180  | 185  | 137  | 127  | 113  | 86   | 58   | 77   | 79   | 93   |
| Počet domů     | 18   | 26   | 28   | 28   | 33   | 33   | 35   | 35   | 31   | 31   | 29   | 33   | 36   | 38   | 40   |

Vývoj počtu obyvatel

## Fotogalerie

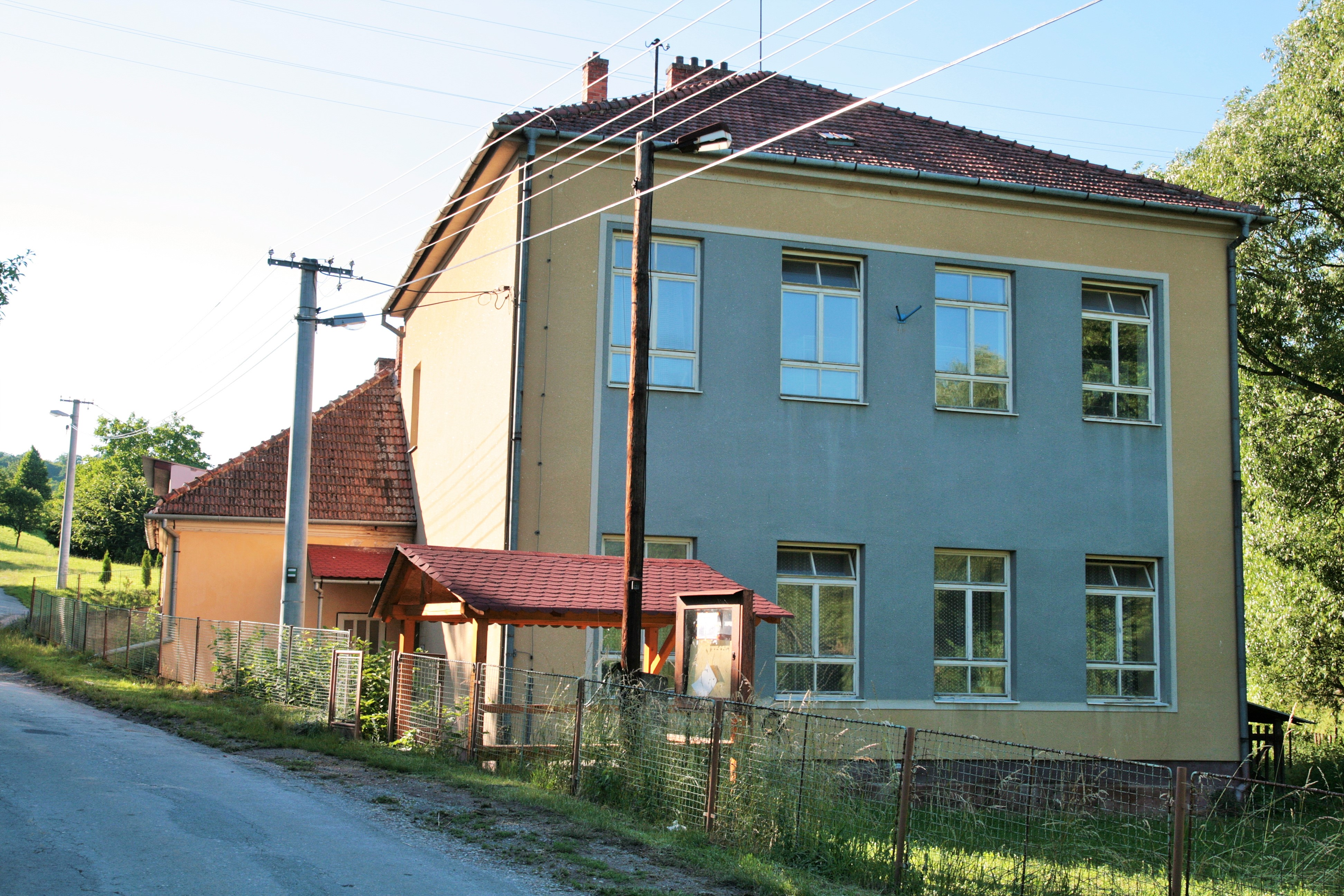
Místní knihovna
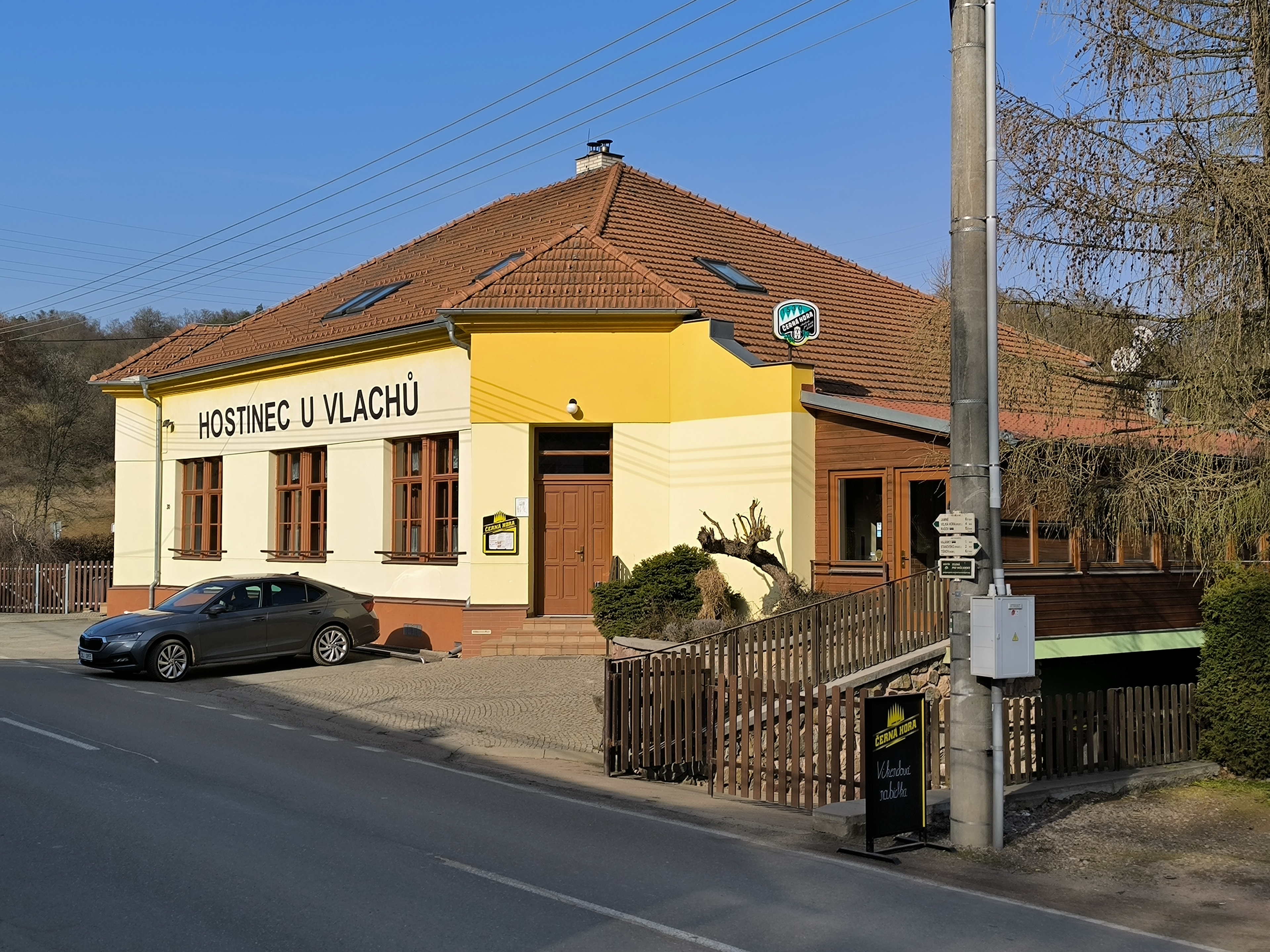
Hostinec U Vlachů
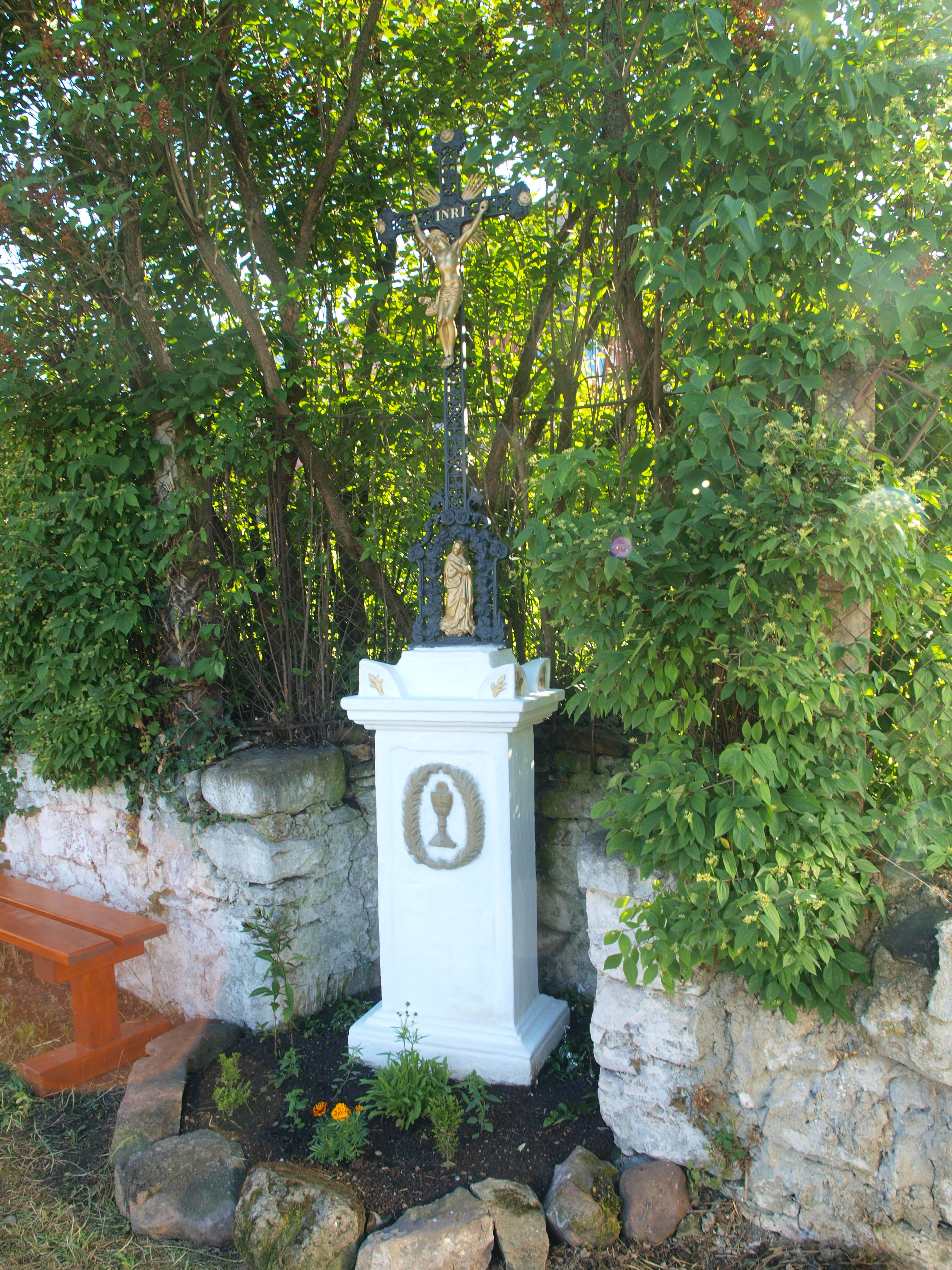
Kříž na návsi
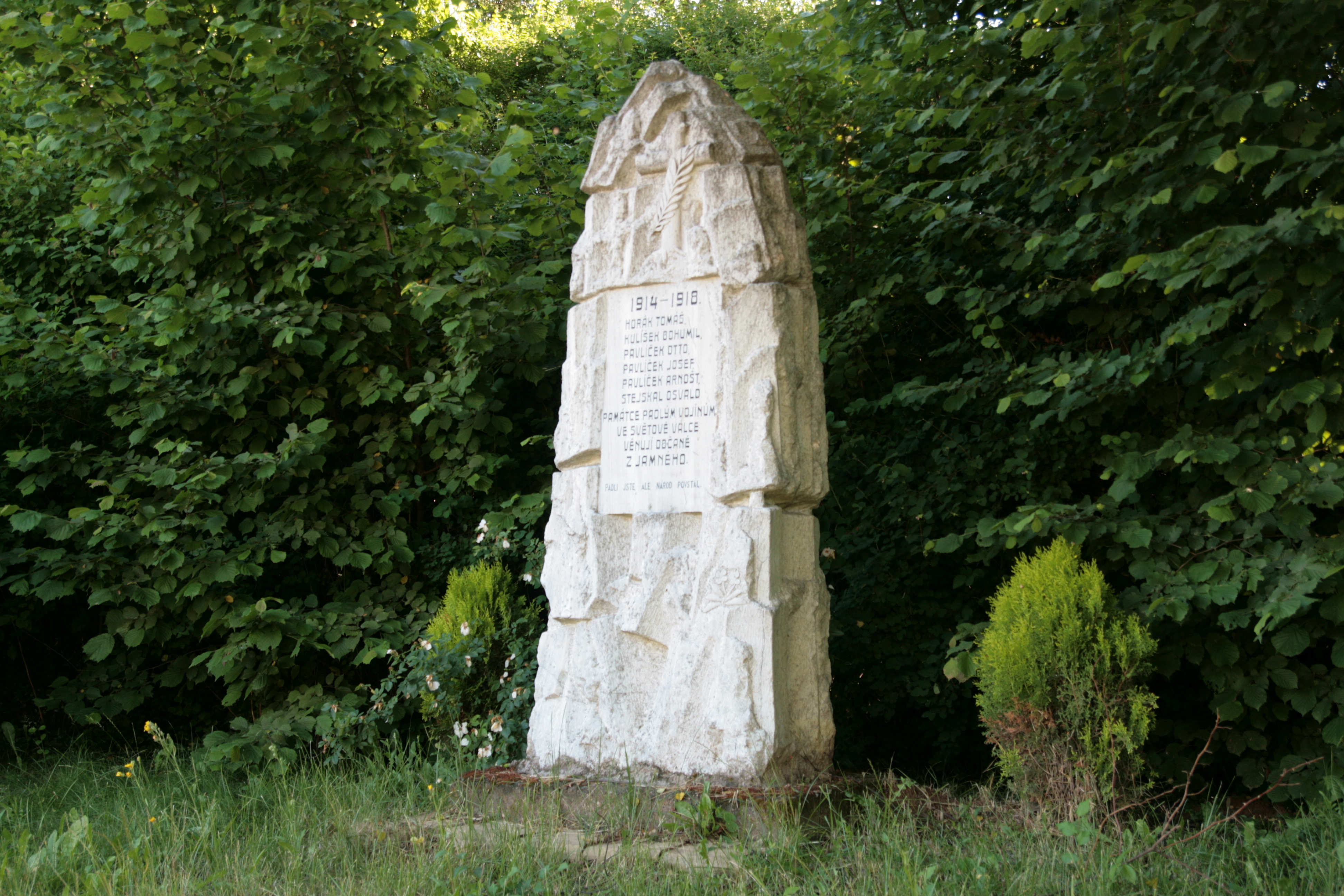
Pomník padlým v 1. světové válce
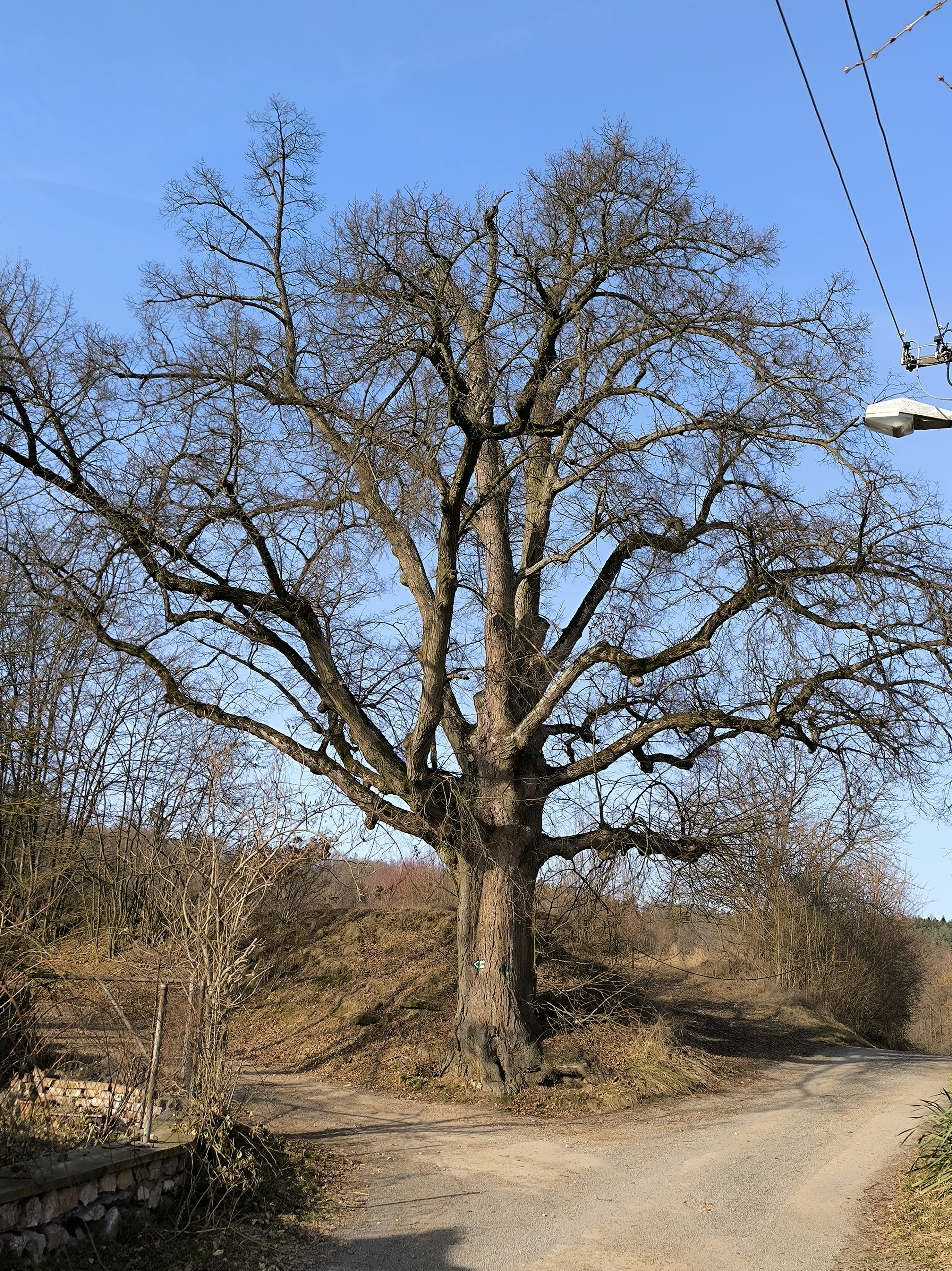
lípa na severním okraji